# Moreaua gymnoschoeni
Moreaua gymnoschoeni är en svampart som först beskrevs av Vánky & C. Vánky, och fick sitt nu gällande namn av Vánky 2000. Moreaua gymnoschoeni ingår i släktet Moreaua och familjen Anthracoideaceae.   Inga underarter finns listade i Catalogue of Life.